# ハッラーンの戦い
ハッラーンの戦い（英語：Battle of Harran）とは、1104年5月7日に現在のトルコ南部で発生した戦闘である。この戦いではアンティオキア公国・エデッサ伯国の軍勢から成る十字軍と、セルジューク朝率いるムスリム軍団が激突し、セルジューク朝の勝利で決着がついた。この戦いは第1回十字軍を経て建国された十字軍国家に対する初の大規模な会戦であったとされ、フランク人による領土拡大の流れにおける転換点となった。ムスリム軍は先の十字軍遠征の折に喪失していた領土をアンティオキア公国から奪還することに成功した。

## 背景
1104年、エデッサ伯ボードゥアン2世はハッラーンに対する攻撃を仕掛け、包囲戦を執り行った。ボードゥアン伯は包囲戦に際して援軍を要請し、それに応えてアンティオキア公ボエモン1世、ガリラヤ公タンクレードはアンティオキアからハッラーンの向けて北進を開始。ボードゥアン伯をはじめ、ジョスラン・ド・クルトネー、ラテン・アンティオキア総大司教ベルナール・ド・バランス、ラテン・エルサレム総大司教ダゴベルト・ダ・ピサらが率いる包囲軍に参加した。
対するセルジューク諸侯は、モースル領主ジェケルミシュ、アルトゥク系マルディン領主スクマーンの両名が軍勢を率いてカーブル川流域地域（恐らく現在のラース・アル＝アイン）に集結した。そしてムスリム軍は1104年5月にエデッサに攻撃を仕掛けた。十字軍の気をハッラーンから逸らすためであったとも、また十字軍が不在の隙にエデッサを奪い取る目的であったともされている。

## 戦い
12世紀のアラブ人歴史家en:Ibn al-Qalanisiによると、タンクレード公・ボエモン公は包囲戦の最中にエデッサに到着したとされ、1234年の年代記によれば、彼らはハッラーンの城門に最初に到着したとされている。どちらにせよ、セルジューク軍は十字軍から離れるように偽装退却を行い、十字軍はセルジューク軍を追跡した。
セルジューク軍は戦闘が前哨的に行われた小競り合いの最中に偽装退却を開始し、十字軍は退却するセルジューク軍を南方に向けて追跡した。当時の歴史家マシュー・ド・エデッサによれば、十字軍の追跡は2日間続いたというが、別のノルマン人歴史家ラウール・ド・カーンによれば3日間続いたという。ムスリムの歴史家イブン・アスィールによれば、本戦はハッラーンから12キロメートルほど離れた場所で行われたとされる。
現在の歴史家たちの大半は、アルベール・ド・アーヘンやフルチャー・ド・シャルトルといった当時の歴史家の主張におおむね賛同しており、彼らの文献によれば、ラッカ市街に面した平原で戦闘が行われたとされている。ラッカはハッラーンから二日の距離に位置している。
戦闘において、ボードゥアン伯とジョスランは左翼に布陣したエデッサ軍を指揮し、ボエモン公とタンクレード公は右翼に布陣したアンティオキア軍を指揮した。ラウール・ド・カーンによれば、セルジューク軍が退却から反転して攻めかかってきた際、十字軍は応戦準備が整っておらず、ボードゥアン伯やボエモン公は鎧を身にまとう暇もなくテュルク兵と戦わざるを得なかったとされる。
戦いはセルジューク軍が優勢であり、ボードゥアン伯の軍勢は完全に打ち負かされ、ボードゥアン伯並びにジョスランはセルジューク軍に捕らえられた。ボエモン公率いるアンティオキア軍は何とか戦場から脱し、エデッサに落ちのびることができた。優勢であったセルジューク軍ではあるが、セルジューク軍の指揮官ジキルミシュは戦利品をあまり獲得することができず、同じくセルジューク軍指揮官のスクマーンの陣営から捕虜のボードゥアン伯を誘拐したという。ジョスランとボードゥアン伯は身代金を支払われたにもかかわらず、それぞれ1108年、1109年まで身柄を解放されなかった。

## 戦闘の意義
この戦闘での敗戦はアンティオキア公国に対して大きな影響を与えた。東ローマ帝国はアンティオキアのハッラーンでの手痛い敗北を、帝国によるアンティオキア統治の正当性を主張するのに用い、そのうえでラタキア地方並びにキリキア地方の一部を占領した。またアンティオキア公国が統治していた多くの都市もまた公国に対して反乱を起こし、アレッポを拠点とするムスリム勢力に再征服されたという。キリキア・アルメニア王国の元支配下にあった地域もビザンツ派またはアルメニア派としてアンティオキアに反乱を起こしたという。各地で反乱が発生しただけでなく、このハッラーンでの敗戦でボエモン公は兵力不足に陥りイタリアに募兵に向かう必要に迫られ、タンクレードを摂政としてアンティオキアに残してイタリアへ向かったという。
ギヨーム・ド・ティールは自身の文献に、この敗戦に勝る惨事は存在しないと書き記している。アンティオキアはこの状況を翌年までに立て直すことができたものの、東ローマ皇帝アレクシオス1世コムネノスによってデヴォル条約の締結を強いられた。この条約でアンティオキアは東ローマ帝国の属国であるとされ、摂政のタンクレードもこれを承認させられた。アンティオキアはこののち1119年に再び手痛い敗戦を被ることとなる。また、エデッサは1144年まで存続はしたものの、それはムスリム勢力が分裂していたためであり、エデッサ伯国は今後勢力挽回を果たすことはなかった。

## 参照
1. ↑  The Crusades By en:Charles Lethbridge Kingsford, pg. 145
2. ↑  Jörgensen 2007, pg. 60.
3. ↑  The Crusades, C. 1071-c. 1291 By Jean Richard, Jean Birrell, pg. 128
4. ↑  The Story of the Crusades by en:Thomas Andrew Archer, en:Charles Lethbridge Kingsford, en:Henry Edward Watts, pg. 145
5. ↑  Bacharach, p. 164.
6. ↑  Although Ralph of Caen says that Tancred commanded the middle (Bacharach, p. 165)
7. ↑  The Crusades: The Story of the Latin Kingdom of Jerusalem By Thomas Andrew Archer, Charles Lethbridge Kingsford, pg. 145
8. ↑  The Crusades, c. 1071 – c. 1291. By Jean Richard, Jean Birrell. p. 128.

## 文献
- Bernard S. Bachrach and David S. Bachrach, 2005. The Gesta Tancredi of Ralph of Caen: A History of the Normans on the First Crusade. The first English translation. ISBN 0-7546-3710-7
- Beaumont, André Alden. "Albert von Aachen and the County of Edessa", in Louis J. Paetow, ed. The Crusades and Other Historical Essays. Presented to en:Dana C. Munro by His Former Students. New York, 1928, pp. 101–138, esp. 124-127.
- en:Fulcher of Chartres, A History of the Expedition to Jerusalem, 1095-1127, trans. Frances Rita Ryan. University of Tennessee Press, 1969.
- Heidemann, Stefan. Die Renaissance der Städte in Nordsyrien und Nordmesopotamien: Städtische Entwicklung und wirtschaftliche Bedingungen in ar-Raqqa und Harran von der beduinischen Vorherrschaft bis zu den Seldschuken. Islamic History and Civilization: Studies and Texts 40, Leiden, 2002, p. 192-197.
- Jörgensen, Christer (2007), "Harran, 1104." In Battles of the Crusades 1097-1444. Edited by Kelly Devries. London: Amber.
- Armenia and the Crusades, Tenth to Twelfth Centuries: The Chronicle of en:Matthew of Edessa. Trans. Ara Edmond Dostourian. National Association for Armenian Studies and Research, 1993.
- Nicholson, Robert Lawrence. Tancred: A Study of His Career and Work in Their Relation to the First Crusade and the Establishment of the Latin States in Syria and Palestine. Chicago, 1940, pp. 138–147.
- ギヨーム・ド・ティール, A History of Deeds Done Beyond the Sea, trans. E.A. Babcock and A.C. Krey. コロンビア大学出版, 1943.